# Hannovers sexdagars
Hannovers sexdagars var ett tyskt sexdagarslopp i bancykling som arrangerades i Hannover. Ett första lopp arrangerades i januari 1913, i samband med uppsvinget för sexdagarslopp i Tyskland i 1910-talets början, men sedan kom första världskriget... För Hannovers del dröjde det sedan till efter nästa världskrig innan ett sexdagarslopp arrangerades den 2–7 februari 1950 och de följande tre vintrarna arrangerades ytterligare fem lopp, men sedan var det slut. 1979 gjordes så ett nytt försök, men efter tre upplagor blev det inte fler lopp. I december 2011 skulle ett lopp arrangeras, med Erik Zabel som sportdirektör, men detta ställdes in efter att arrangören Christian Stoll blivit svårt sjuk. Något nytt försök har inte gjorts sedan dess.

## Podieplaceringar
| År             | Vinnare                           | Tvåa                                | Trea                             |
| 1913 jan.      | Willy Lorenz Karl Saldow          | Erich Aberger Willy Techmer         | Willy Arend Karl Ehlert          |
| 1914- 1949     | ej avhållet                       |                                     |                                  |
| 1950 feb.      | Gustav Kilian Heinz Vopel         | Severino Rigoni Ferdinando Terruzzi | Harry Saager Heinrich Schwarzer  |
| 1950 nov.      | Hugo Koblet Armin von Büren       | Gustav Kilian Jean Roth             | Harry Saager Guy Lapébie         |
| 1951 feb.      | Émile Carrara Guy Lapébie         | Severino Rigoni Ferdinando Terruzzi | Gustav Kilian Heinz Vopel        |
| 1951 nov.      | Ludwig Hörmann Jean Schorn        | Theo Intra Jean Roth                | Ferdi Kübler Harry Saager        |
| 1952 nov.      | Émile Carrara Georges Senfftleben | Lucien Gillen Gustav Kilian         | Dominique Forlini Hans Preiskeit |
| 1953 jan./feb. | Oscar Plattner Hans Preiskeit     | Lucien Acou Arie van Vliet          | Waldemar Knoke Armin von Büren   |
| 1954- 1978     | ej avhållet                       |                                     |                                  |
| 1979 feb.      | Albert Fritz Patrick Sercu        | Günther Schumacher René Pijnen      | Horst Schütz Wilfried Peffgen    |
| 1980 feb.      | Donald Allan Danny Clark          | Dietrich Thurau Patrick Sercu       | Albert Fritz Günther Schumacher  |
| 1981 feb./mars | Roman Hermann Horst Schütz        | Gert Frank Patrick Sercu            | Udo Hempel Günther Schumacher    |